# Radikal 152
Radikal 152 mit der Bedeutung „Schwein“ ist eines von 20 der 214 traditionellen Radikale der chinesischen Schrift, die mit sieben Strichen geschrieben werden.
Mit 16 Zeichenverbindungen in Mathews’ Chinese-English Dictionary gibt es relativ wenige Schriftzeichen, die unter diesem Radikal im Lexikon zu finden sind.
Das Radikal „Schwein“ nimmt nur in der Langzeichen-Liste traditioneller Radikale, die aus 214 Radikalen besteht, die 152. Position ein. In modernen Kurzzeichen-Wörterbüchern kann es sich an ganz anderer Stelle finden. Im Neuen chinesisch-deutschen Wörterbuch aus der Volksrepublik China steht es zum Beispiel an 194. Stelle.
Für das Tierzeichen „Schwein“ im chinesischen Kalender wird das Schriftzeichen 亥 hài verwendet.

## Schriftzeichenverbindungen, die vom Radikal 152 regiert werden
| Striche | Zeichen           |
| ------- | ----------------- |
| +0      | 豕                |
| +01     | 豖                |
| +03     | 豗                |
| +04     | 豘 豙 豚 豛 豜 豝 |
| +05     | 豞 豟 豠 象       |
| +06     | 豢 豣 豤 豥 豦    |
| +07     | 豧 豨 豩 豪       |
| +09     | 豫 豬 豭 豮       |
| +10     | 豯 豰 豱 豲 豳    |
| +11     | 豴 豵             |
| +12     | 豷                |
| +13     | 豶                |

 Im Unicodeblock Kangxi-Radikale ist das Radikal 152 unter der Codepointnummer 12.183 (U+2F97) codiert.